# Ádám Tamás (színművész)
Ádám Tamás (született Nagy Sándor Tamás, Győr, 1952. május 23. – Budapest, 2018. szeptember 6.) magyar színész, rendező. Fia a Roy & Ádám Trió „Ádámja”, Nagy Ádám.

## Életpályája
1977–1978 között a győri Kisfaludy tagja volt. 1978–1986 között a szolnoki Szigligeti Színház művésze volt. 1986–1990 között a Radnóti Miklós Színházban volt színész-rendező. 1990–1992 között a kecskeméti Katona József Színház tagja volt. 1992-től szabadfoglalkozású volt. 1994-től oktatott a Gór Nagy Mária Színitanodában. 2010-től rendszeresen szerepelt és rendezett a Szegedi Nemzeti Színházban.
Az 1990-es évek egyik népszerű magyar televíziós sorozatában a Família Kft.-ben Szép Károlyt, a főszereplőt alakította. A Szomszédokban Mágenheim doktor kollégáját alakította 1988–1989 között. 
2018. szeptember 6-án hunyt el fővárosi lakásában.
A Színházi adattárban regisztrált bemutatóinak száma: színész-89, rendező-33; ugyanitt ötvenkét színházi felvételen is látható.

## Színpadi szerepei
- Madách Imre: Az ember tragédiája … Ádám
- Valami Magyarország
- Jókai Mór: A komédiás had, avagy Thespis kordéja … Idegen 2
- Kellér Dezső: Az alvó férj … Ödön
- Georg Büchner: Danton halála … Férfi
- William Shakespeare: Lear király … Kent grófja
- Georges Feydeau: Osztrigás Mici (Dáma a Maximból) … Petypon du Grélé, Tábornok
- Roland Schimmelpfennig: Berlin, Greifswalder Strasse … Rudolf
- Joseph Kesselring: Arzén és levendula … Ohara felügyelő
- Neil Simon: Furcsa pár … Felix Unger
- Örkény István: Sötét galamb … Guszti
- Shakespeare: Vízkereszt, vagy amit akartok … Feste, Olívia bohóca
- Ion Luca Caragiale: Az elveszett levél … Szövetkezet alapító elnöke
- Molnár Ferenc: Liliom … Ficsur
- Erich Kästner: Emil és a detektívek … Professzor
- Shakespeare: Troilus és Cressida … Diomedes
- Jaroslav Hašek: Az út, avagy Svejk, a derék katona további kalandjai … Lukas főhadnagy
- Majakovszkij: Gőzfürdő … Perpetumov-Mobilin
- Csehov: Három nővér … Csebutikin Ivan Romanovics
- Lehár Ferenc: Luxemburg grófja … Sir Basil
- Szophoklész: Oidipusz … Oidipusz
- Kálmán Imre–Bakonyi Károly: Tatárjárás … Lőrentey huszárfőhadnagy
- Shakespeare: Rómeó és Júlia … Tybald
- Shakespeare: Hamlet … Horatio
- Karinthy Ferenc: Szellemidézés … Holczer József
- Roland Schimmelpfennig: Látogatás apánál … Henrik
- Pozsgai Zsolt: Szabadságharc Szebenben … Ópapa
- Pierre Barillet–Jean-Pierre Grédy: A kaktusz virága … Julien, fogorvos
- Örkény István: Pisti a vérzivatarban … Pisti
- Kompolthy Zsigmond: Kísértet-csárdás … Eskórossy Attila János
- Heltai Jenő: Naftalin … Laboda Péter
- Frank Wedekind: Nicolo király … Michele
- William Somerset Maugham: Imádok férjhez menni … William Cardew
- Mati Unt: A halál árát a halottaktól kérdezd … Juhan/Johannes, színész
- Ábrahám Pál: Bál a Savoyban … Henry de Faublas márki
- Verebes István: Üzenet … Halász
- Páskándi Géza: Vendégség … Socino, a vendég
- Fenyő Miklós–Tasnádi István: Aranycsapat … Stopli bácsi
- Molière/B.: A képzelt fösvény beteg … Hargapon (sic!)
- Kodály Zoltán: Háry János … Öreg Háry
- Petr Zelenka: Hétköznapi őrületek … Apa
- Bernstein–Laurents–Sondheim: West Side Story … Doc
- Pozsgai Zsolt: Pipás Pista … Pampuska Mihály
- Dürrenmatt: Az öreg hölgy látogatása … 2. polgár
- Shakespeare: Othello … A velencei dózse
- Pozsgai Zsolt: A Vasgróf … Kovács Gyula képviselő
- Shakespeare: Ahogy tetszik … Corinnus
- Brecht: Kurázsi mama és gyermekei … Tábori pap
- Gogol: Játékosok … Glov; (Szegedi Nemzeti Színház)
- Molnár Ferenc: Az üvegcipő … Házmester
- Hubay Miklós: Néró … Seneca
- Gábor Andor: Dollárpapa … Kercseligethy Albin
- Jurij Trifonov – Jurij Petrovics LjubimovJurij Ljubimov: Csere … Ljovka Bubrik
- Mihail Bulgakov: Bíborsziget … Tumiday, berber testőrkapitány
- Paul Foster: I. Erzsébet … Leicester grófja
- Eduardo de Filippo: Filumena Házassága … Umberto
- Iszaak Dunajevszkij: Szabad szél … Miki Sztán

### Színpadi rendezései
- Hacks: Amphitryon
- Petőfi Sándor–Simon I.: A helység kalapácsa
- Berr–Verneuil: Az ügyvéd és a férje
- Szigeti József: A vén bakancsos és fia, a huszár
- Eugene O’Neill: Vágy a szilfák alatt
- Arthur Miller: Az ügynök halála
- Molière: Tartuffe
- Carlo Gozzi: A Szarvaskirály
- Jaroslav Hašek: Švejk, a derék katona
- Gogol: A revizor
- Pompa-dúr
- August Strindberg: Az apa
- Horváth Péter: Blikk
- Alexandre Dumas: Gautier Margit, avagy a kaméliás hölgy esete
- Friedrich Schiller: Ármány és szerelem
- Dušan Kovačević: III. Radován
- Sütő András: Káin és Ábel
- Szirmai Albert–Bakonyi Károly–Gábor Andor: Mágnás Miska
- Thuróczy Katalin: Mátyás mesék
- Gosztonyi János: A mi Józsink
- Shakespeare: Othello
- Gogol: Az őrült naplója
- Egressy Zoltán: Sóska, sült krumpli
- Csukás István: Ágacska
- Caragiale: Az elveszett levél

### Jelmeztervezőként
- Molière: Tartuffe
- Dušan Kovačević: III. Radován

### Díszlettervezőként
- Szigeti József: A vén bakancsos és fia, a huszár
- Molière: Tartuffe
- Kellér Dezső: Az alvó férj
- August Strindberg: Az apa
- Dušan Kovačević: III. Radován
- Sütő András: Káin és Ábel

## Filmjei

### Játékfilmek
- Hatásvadászok (1983)… Vízi

### Tévéfilmek
- Linda (1989, 1 epizód)… Gyújtogató
- Angyalbőrben (1990, 1 epizód)… Zolnai Viktor
- Szomszédok (1988–1989)… Zoltán (nőgyógyász)
- Família Kft. (1991–1999)… Dr. Szép Károly
- Privát kopó, Az egyszer-volt gyilkosságok (1992)… Krizsán György
- Jóban Rosszban (2016)… Dr. Bezerédi Levente